# Chersobius solus
Chersobius solus is een schildpad uit de familie landschildpadden (Testudinidae). De soort werd voor het eerst wetenschappelijk beschreven door William Roy Branch in 2007. Later werd de wetenschappelijke naam Homopus bergeri gebruikt. De soort werd officieel wetenschappelijk beschreven in 2007. Hierdoor wordt de schildpad in veel literatuur nog niet vermeld. 
Chersobius solus is een van de zogenaamde platte schildpadden uit het geslacht Chersobius. De schildpad komt voor in Afrika en is endemisch in Namibië. 